# Président de la république du Honduras
Le président de la république du Honduras (en espagnol : Presidente de la República de Honduras) est le chef d'État et le chef du gouvernement du Honduras. Il exerce en outre la fonction de commandant général des forces armées honduriennes.
La fonction est occupée par Xiomara Castro depuis le 27 janvier 2022.

## Histoire
Le 1er juillet 1823, le Honduras, le Guatemala, le Salvador, le Nicaragua et le Costa Rica constituent la République fédérale d'Amérique centrale indépendante du Premier Empire mexicain et également connue sous le nom de Provinces Unies d'Amérique centrale. Le Honduras reste membre de la Fédération jusqu'à ce qu'il décide de s'en retirer en octobre 1838. L'union est dissoute officiellement l'année suivante.
Le Honduras se déclare indépendant le 15 novembre 1838 et une constitution est adoptée en janvier 1839. Après une période d'instabilité, le général conservateur Francisco Ferrera devient le premier président élu du pays pour un mandat de deux ans, mais il conserve de facto le pouvoir jusqu'en 1847.
La plupart des présidents après 1900 représentent l'un des deux partis politiques dominants, le Parti libéral du Honduras (PLH) et le Parti national du Honduras (PNH).

## Système électoral
Le président du Honduras est élu au scrutin uninominal majoritaire à un tour pour un mandat de quatre ans, renouvelable une fois. Chaque candidat à la présidence se présente avec trois colistiers, candidats aux 1re, 2e et 3e vice présidences. Le candidat et ses colistiers ayant reçus le plus de voix en un seul tour de scrutin est déclaré vainqueur. La passation de pouvoir a lieu le 27 janvier de l'année suivant l'élection,.
Bien que la Constitution prévoit qu'un président ne puisse solliciter un deuxième mandat, une décision de la Cour suprême de justice vient invalider cet article en 2015, supprimant ainsi toute limite du nombre de mandat.

## Fonctions
L'article 245 de la Constitution hondurienne détaille les fonctions attribuées au président de la République. 
1. Respecter et appliquer la Constitution, les traités et conventions, les lois et autres dispositions légales
2. Diriger la politique générale de l'État et le représenter
3. Maintenir intacts l'indépendance et l'honneur de la République, l'intégrité et l'inviolabilité du territoire national
4. Maintenir la paix et la sécurité intérieures de la République et repousser toute attaque ou agression extérieure
5. Nommer et révoquer librement les secrétaires et sous-secrétaires d’État, ainsi que d’autres fonctionnaires et employés dont la nomination n’est pas attribuée à d’autres autorités
6. Convoquer le Congrès national à des sessions extraordinaires par l'intermédiaire de la Commission permanente ou proposer la prolongation des sessions ordinaires
7. Restreindre ou suspendre l'exercice des droits, avec l'accord du Conseil des ministres, sous réserve des dispositions de la présente Constitution
8. Adresser des messages au Congrès national à tout moment, et obligatoirement de manière personnelle et par écrit lorsque chaque législature ordinaire est installée
9. Participer à l'élaboration des lois en présentant des projets au Congrès national par l'intermédiaire des secrétaires d'État
10. Donner aux pouvoirs législatif et judiciaire et au Tribunal électoral suprême l'aide et les forces dont ils ont besoin pour rendre leurs résolutions effectives
11. Émettre des accords, des décrets, des règlements et des résolutions, conformément à la loi
12. Diriger la politique et les relations internationales
13. Célébrer les traités et accords, ratifier, avec l'approbation préalable du Congrès national, les traités internationaux à caractère politique, militaire, ceux relatifs au territoire national, à la souveraineté et aux concessions, ceux qui impliquent des obligations financières pour le Trésor public ou ceux qui exigent la modification ou l'abrogation de toute disposition constitutionnelle ou légale et ceux qui nécessitent des mesures législatives pour leur exécution
14. Nommer les chefs de mission diplomatique et consulaire conformément à la loi sur le service extérieur en vigueur, qui doivent être honduriens de naissance, sauf dans le cas d'un poste ad honorem ou de représentations conjointes du Honduras avec d'autres États
15. Recevoir les chefs des missions diplomatiques étrangères, les représentants des organisations internationales ainsi que délivrer et retirer l'exequatur des consuls d'autres États
16. Exercer le commandement en chef des forces armées en sa qualité de commandant général et adopter les mesures nécessaires à la défense de la République
17. Déclarer la guerre et faire la paix pendant les vacances du Congrès national, qui doit être convoqué immédiatement
18. En général, veiller à la conduite officielle des agents publics et des employés pour la sécurité et le prestige du gouvernement et de l'État
19. Gérer les finances publiques
20. Dicter des mesures extraordinaires en matière économique et financière lorsque l'intérêt national l'exige, en faisant rapport au Congrès national
21. Négocier les prêts, exécuter leur contrat avec l'approbation préalable du Congrès national le cas échéant
22. Formuler le Plan national de développement, en discuter en Conseil des ministres, le soumettre à l'approbation du Congrès national, le diriger et l'exécuter
23. Réglementer les taux tarifaires, conformément à la loi
24. Pardonner et commuer les peines, conformément à la loi
25. Conférer les décorations, conformément à la loi
26. Faire percevoir les revenus de l'État et réglementer leur investissement, conformément à la loi
27. Publier tous les trimestres l’état des recettes et des dépenses des recettes publiques
28. Organiser, diriger, guider et promouvoir l’éducation publique, éliminer l’analphabétisme, diffuser et améliorer l’enseignement technique
29. Adopter des mesures pour la promotion, la prévention, le rétablissement et la réhabilitation de la santé des habitants
30. Diriger la politique économique et financière de l'État
31. Exercer la surveillance et le contrôle des institutions bancaires, d'assurance et financières par l'intermédiaire de la Commission nationale des banques et des assurances, dont l'intégration et le fonctionnement seront régis en vertu d'une loi spéciale et nommer les présidents et vice-présidents des banques d'État conformément à la loi
32. Dicter toutes les mesures et dispositions qui sont à sa portée pour promouvoir l'exécution rapide de la réforme agraire et le développement de la production et de la productivité dans l'agriculture
33. Sanctionner, opposer son veto, promulguer et publier les lois approuvées par le Congrès national
34. Diriger et soutenir la politique d'intégration économique et sociale, tant nationale qu'internationale, visant à améliorer les conditions de vie du peuple hondurien
35. Créer, maintenir et supprimer des services publics et prendre les mesures nécessaires à leur bon fonctionnement
36. Décerner les grades militaires du sous-lieutenant au capitaine, inclusivement
37. Veiller à ce que les forces armées soient apolitiques, essentiellement professionnelles, obéissantes et non délibérantes
38. Accorder et annuler les lettres de naturalisation, autorisées par le pouvoir exécutif, conformément à la loi
39. Accorder des pensions, des primes et des primes, conformément à la loi
40. Accorder la personnalité juridique aux associations civiles, conformément à la loi
41. Veiller à l'harmonie entre le capital et le travail
42. Réviser et fixer le salaire minimum, conformément à la loi
43. Autoriser ou refuser, avec l'autorisation préalable du Congrès national, le transit par le territoire du Honduras de troupes d'un autre pays
44. Autoriser, avec l'autorisation préalable du Congrès national, le départ des troupes honduriennes pour rendre des services en territoire étranger, conformément aux traités et conventions internationaux relatifs aux opérations de maintien de la paix
45. Toute autre attribution conférée par la Constitution et les lois

## Liste des présidents
Le tableau suivant présente la liste des présidents honduriens depuis 1824. 
| Nom                                | Début du mandat   | Fin du mandat     | Parti politique              | Notes                           |
| ---------------------------------- | ----------------- | ----------------- | ---------------------------- | ------------------------------- |
| Dionisio de Herrera                | 16 septembre 1824 | 10 mai 1827       |                              |                                 |
| José Jerónimo de Zelaya Fiallos    | 10 mai 1827       | 27 novembre 1827  |                              |                                 |
| José Francisco Morazán Quezada     | 27 novembre 1827  | 28 juillet 1830   |                              |                                 |
| José Antonio de la Cruz Márquez    | 12 mars 1831      | 26 mars 1832      |                              |                                 |
| Joaquín Rivera Braga               | 7 janvier 1833    | 31 décembre 1836  |                              |                                 |
| José María Martínez Salinas        | 1er janvier 1837  | 28 mai 1837       |                              |                                 |
| Justo José de Herrera              | 28 mai 1837       | 12 novembre 1838  |                              | le Honduras quite la Fédération |
| José Lino Matute                   | 12 novembre 1838  | 9 janvier 1839    |                              |                                 |
| Juan Francisco de Molina           | 11 janvier 1839   | 13 avril 1839     |                              |                                 |
| Felipe Neri Medina                 | 13 avril 1839     | 15 avril 1839     |                              |                                 |
| Juan José Alvarado                 | 15 avril 1839     | 27 avril 1839     |                              |                                 |
| José María Guerrero (président)    | 27 avril 1839     | 10 août 1839      |                              |                                 |
| Mariano Garrigó                    | 10 août 1839      | 20 août 1839      |                              |                                 |
| José María Bustillo                | 20 août 1839      | 27 août 1839      |                              |                                 |
| Conseil des ministres              | 27 août 1839      | 21 septembre 1839 |                              |                                 |
| Francisco Zelaya y Ayes            | 21 septembre 1839 | 1er janvier 1841  |                              |                                 |
| Francisco Ferrera                  | 1er janvier 1841  | 31 décembre 1842  |                              |                                 |
| Conseil des ministres              | 1er janvier 1843  | 23 février 1843   |                              |                                 |
| Francisco Ferrera                  | 23 février 1843   | 31 décembre 1844  |                              |                                 |
| Conseil des ministres              | 1er janvier 1845  | 8 janvier 1845    |                              |                                 |
| Coronado Chávez                    | 8 janvier 1845    | 1er janvier 1847  |                              |                                 |
| Juan Lindo                         | 12 février 1847   | 1er février 1852  |                              |                                 |
| Francisco Gómez                    | 1er février 1852  | 1er mars 1852     |                              |                                 |
| Trinidad Cabañas                   | 1er mars 1852     | 18 octobre 1855   |                              |                                 |
| José Santiago Bueso                | 18 octobre 1855   | 8 novembre 1855   |                              |                                 |
| Francisco de Aguilar               | 8 novembre 1855   | 17 février 1856   |                              |                                 |
| José Santos Guardiola              | 17 février 1856   | 11 janvier 1862   |                              |                                 |
| José Francisco Montes              | 11 janvier 1862   | 4 février 1862    |                              |                                 |
| Victoriano Castellanos             | 4 février 1862    | 11 décembre 1862  |                              |                                 |
| José Francisco Montes              | 11 décembre 1862  | 7 septembre 1863  |                              |                                 |
| José María Medina                  | 7 septembre 1863  | 31 décembre 1863  |                              |                                 |
| Francisco Inestroza                | 31 décembre 1863  | 15 mars 1864      |                              |                                 |
| José María Medina                  | 15 mars 1864      | 26 juillet 1872   |                              |                                 |
| Florencio Xatruch                  | 26 mars 1871      | 23 mai 1871       |                              |                                 |
| José María Medina (président)      | 23 mai 1871       | 26 juillet 1872   |                              |                                 |
| Céleo Arias López                  | 26 juillet 1872   | 13 janvier 1874   |                              | provisoire                      |
| Ponciano Leiva                     | 13 janvier 1874   | 8 juin 1876       |                              |                                 |
| Marcelino Mejía                    | 8 juin 1876       | 13 juin 1876      |                              | provisoire                      |
| Crescencio Gómez                   | 13 juin 1876      | 12 août 1876      |                              | provisoire                      |
| José María Medina (président)      | 12 août 1876      | 27 août 1876      |                              | provisoire                      |
| Marco Aurelio Soto                 | 27 août 1876      | 19 octobre 1883   |                              |                                 |
| Conseil des ministres              | 19 octobre 1883   | 30 novembre 1883  |                              |                                 |
| Luis Bográn                        | 30 novembre 1883  | 30 novembre 1891  |                              |                                 |
| Ponciano Leiva                     | 30 novembre 1891  | 7 août 1893       |                              |                                 |
| Domingo Vásquez                    | 7 août 1893       | 22 février 1894   |                              |                                 |
| Policarpo Bonilla                  | 22 février 1894   | 1er février 1899  | Parti libéral du Honduras    |                                 |
| Terencio Sierra                    | 1er février 1899  | 1er février 1903  | Parti libéral du Honduras    |                                 |
| Juan Ángel Arias                   | 1er février 1903  | 13 avril 1903     | Parti libéral du Honduras    |                                 |
| Général Manuel Bonilla Chirinos    | 13 avril 1903     | 25 février 1907   | Parti national du Honduras   |                                 |
| Miguel Oquelí Bustillo             | 25 février 1907   | 18 avril 1907     |                              | Chef de la junte militaire      |
| Miguel Dávila                      | 18 avril 1907     | 28 mars 1911      | Parti libéral du Honduras    |                                 |
| Francisco Bertrand                 | 28 mars 1911      | 1er février 1912  | Parti national du Honduras   |                                 |
| Général Manuel Bonilla Chirinos    | 1er février 1912  | 21 mars 1913      | Parti national du Honduras   |                                 |
| Francisco Bertrand                 | 21 mars 1913      | 9 septembre 1919  | Parti national du Honduras   |                                 |
| Salvador Aguirre                   | 9 septembre 1919  | 16 septembre 1919 |                              |                                 |
| Vicente Mejía Colindres            | 16 septembre 1919 | 5 octobre 1919    | Parti libéral du Honduras    |                                 |
| Francisco Bográn                   | 5 octobre 1919    | 1er février 1920  | Parti libéral du Honduras    |                                 |
| Rafael López Gutiérrez             | 1er février 1920  | 10 mars 1924      | Parti libéral du Honduras    |                                 |
| Francisco Bueso                    | 10 mars 1924      | 27 avril 1924     |                              |                                 |
| Général Tiburcio Carías Andino     | 27 avril 1924     | 30 avril 1924     |                              |                                 |
| Vicente Tosta                      | 30 avril 1924     | 1er février 1925  | Parti libéral du Honduras    | provisoire                      |
| Miguel Paz Barahona                | 1er février 1925  | 1er février 1929  | Parti national du Honduras   |                                 |
| Vicente Mejía Colindres            | 1er février 1929  | 1er février 1933  | Parti libéral du Honduras    |                                 |
| Général Tiburcio Carías Andino     | 1er février 1933  | 1er janvier 1949  | Parti national du Honduras   |                                 |
| Juan Manuel Gálvez Durón           | 1er janvier 1949  | 5 décembre 1954   | Parti national du Honduras   |                                 |
| Julio Lozano Díaz                  | 5 décembre 1954   | 21 octobre 1956   |                              | Chef d'état suprême             |
| Roque Rodríguez Herrera (1)        | 21 octobre 1956   | 21 décembre 1957  |                              | Chef de la junte militaire      |
| Ramón Villeda Morales              | 21 décembre 1957  | 3 octobre 1963    | Parti libéral du Honduras    |                                 |
| Général Oswaldo López Arellano     | 3 octobre 1963    | 6 juin 1965       |                              | Chef de la junte militaire      |
| Général Oswaldo López Arellano     | 6 juin 1965       | 7 juin 1971       | Parti national du Honduras   |                                 |
| Ramón Ernesto Cruz Uclés           | 7 juin 1971       | 4 décembre 1972   | Parti national du Honduras   |                                 |
| Général Oswaldo López Arellano     | 4 décembre 1972   | 22 avril 1975     |                              | Chef d'État militaire           |
| Colonel Juan Alberto Melgar Castro | 22 avril 1975     | 7 août 1978       |                              | Chef d'État militaire           |
| Policarpo Paz García (2)           | 7 août 1978       | 25 juillet 1980   |                              | Chef de la junte militaire      |
| Policarpo Paz García               | 25 juillet 1980   | 27 janvier 1982   |                              | Gouvernement civil provisoire   |
| Roberto Suazo Córdova              | 27 janvier 1982   | 27 janvier 1986   | Parti libéral du Honduras    |                                 |
| José Azcona del Hoyo               | 27 janvier 1986   | 27 janvier 1990   | Parti libéral du Honduras    |                                 |
| Rafael Callejas Romero             | 27 janvier 1990   | 27 janvier 1994   | Parti national du Honduras   |                                 |
| Carlos Roberto Reina Idiáquez      | 27 janvier 1994   | 27 janvier 1998   | Parti libéral du Honduras    |                                 |
| Carlos Roberto Flores Facussé      | 27 janvier 1998   | 27 janvier 2002   | Parti libéral du Honduras    |                                 |
| Ricardo Maduro Joest               | 27 janvier 2002   | 27 janvier 2006   | Parti national du Honduras   |                                 |
| Manuel Zelaya Rosales              | 27 janvier 2006   | 27 janvier 2010   | Parti libéral du Honduras    |                                 |
| Roberto Micheletti Baín            | 28 juin 2009      | 27 janvier 2010   | Parti libéral du Honduras    | Président de facto              |
| Porfirio Lobo Sosa                 | 27 janvier 2010   | 26 janvier 2014   | Parti national du Honduras   |                                 |
| Juan Orlando Hernández             | 27 janvier 2014   | 27 janvier 2022   | Parti national du Honduras   |                                 |
| Xiomara Castro                     | 27 janvier 2022   | en fonction       | Parti Liberté et refondation |                                 |